# Boomstamattractie
Een boomstamattractie, boomstamrivier of boomstambaan is een type wildwaterbaan met boomstamvormige boten die in een smalle goot varen.
De boten in deze waterattractie leggen het parcours af in een smal vormgegeven waterbak. De waterbaan is meestal gemodelleerd met veel hellingen en afdalingen.

## Geschiedenis
De eerste boomstamattractie is waarschijnlijk El Aserradero in Six Flags Over Texas gebouwd door Arrow Development (later Arrow Dynamics) die opende in 1963. Vanwege de populariteit van de attractie opende het park in 1968 een tweede boomstamattractie. Ontwerper Bud Hurlbut liet zich naar eigen zeggen inspireren door de houthakkers die zich, op bomen gezeten, met de rivier mee lieten drijven. De eerste boomstamattractie die in Nederland werd aangelegd was de Wild Waterval in het Avonturenpark Hellendoorn. Deze werd in 1982 geopend door Pieter van Vollenhoven. Naast de boomstamattracties in pretparken zijn boomstamattracties ook vaak te vinden op kermissen.
De boomstamattractie is een variant van de Shoot-the-Chute waarbij een boot na een afdaling in een meertje of waterbak plonst. De oudste shoot-the-chute is Boat Chute gebouwd in 1926 en 1927 in Lake Winnepesaukah (Chattanooga, Tennessee).

## Techniek

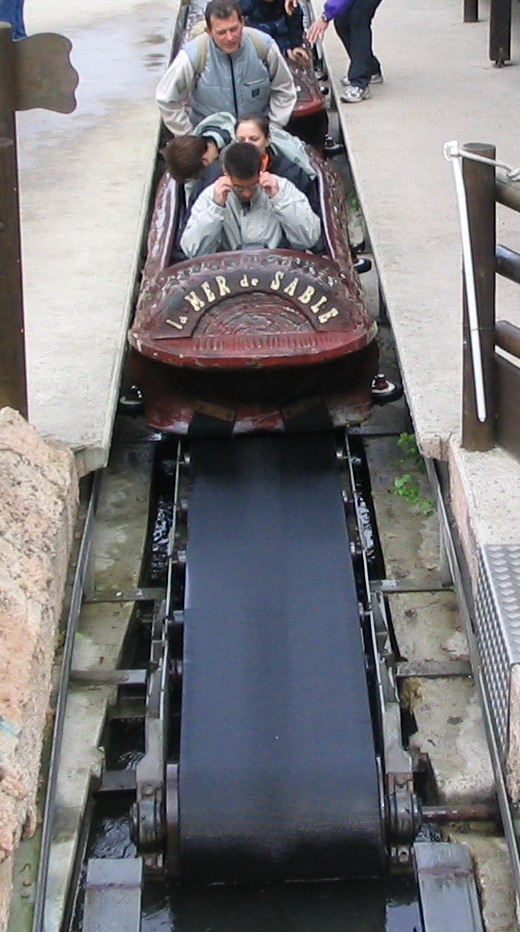
Het station van een boomstamattractie in La Mer de sable.

Boomstamattracties maken gebruik van boten waarbij de passagiers achter elkaar zitten als in een bobslee. De vaak als boomstam uitgevoerde boten bevatten geen gordels of beugels. Bij boomstamattracties worden vaak stations met lopende banden gebruikt. De optakeling maakt ook vaak gebruik van een lopende band vaak ook in combinatie met een terugrolbeveiliging en een geleiderails die voorkomt dat de boot van de band kan kiepen.
De goten waarin de boten zich voortbewegen zijn dusdanig smal dat de boot niet kan keren en alleen vooruit kan bewegen. De waterstroming in de goot beweegt de boot voort. In sommige boomstamattracties wordt ook gebruikgemaakt van een draaischijf die de boot omdraait waardoor de boot een bepaalde gedeelte achteruit vaart, deze techniek wordt bijvoorbeeld gebruikt in de Crazy River. Om de boot op de draaischijf te rijden is deze uitgerust met wielen. Bij de afdalingen in een boomstamattractie worden ook vaak geleiderails gebruikt om te voorkomen dat de boot los kan komen. Het waterbassin aan het einde van een dergelijke afdaling fungeert als rem.

## Verschillen met andere wildwaterbanen
De belangrijkste verschillen tussen de rapid river en de boomstamattractie zijn de breedte van de vaargeul en de boten. Bij de rapid river wordt gebruikgemaakt van ronde boten die over een brede stroom varen en elkaar daarbij kunnen inhalen. Bij boomstamattracties kunnen de boten elkaar niet inhalen en zitten de passagiers achter elkaar in een langwerpige boot.
Het grootste verschil tussen de Shoot-the-Chute en boomstamattracties is de afmeting van de boot, bij boomstamattracties zitten de passagier in 1 rij achter elkaar terwijl bij de Shoot-the-Chute meerdere mensen voor en naast elkaar zitten.

## Fabrikanten
Grote fabrikanten van boomstamattracties zijn Reverchon en MACK Rides. Voor het faillissement van het bedrijf heeft de bekende achtbaanbouwer Schwarzkopf ook nog enkele boomstamattracties gebouwd zoals de inmiddels gesloten Wildwasser Trip in Safaripark Beekse Bergen. Andere bouwers van boomstamattracties zijn Intamin AG (bijvoorbeeld: Wild Water Slide in Bobbejaanland) en Zamperla (bijvoorbeeld: Pirate Falls in Legoland Windsor).

## Voorbeelden van boomstamattracties
In Nederland zijn zes boomstamattracties te vinden:
1. Expedition Zork in Attractiepark Toverland
2. Wild Waterval in Avonturenpark Hellendoorn
3. Crazy River in Walibi Holland
4. Jungle River in Drievliet
5. Pirate River: mobiele attractie van Buwalda
6. Ripsaw Falls in Attractiepark Slagharen

In België zijn zeven boomstamattracties te vinden:
1. DinoSplash in Plopsaland De Panne
2. Flash Back in Walibi Belgium
3. Indiana River in Bobbejaanland
4. Le Splash: mobiele attractie van Bufkens
5. River Splash in Bellewaerde
6. Maya Splash in Plopsaland Ardennes
7. Wild Water Slide in Bobbejaanland

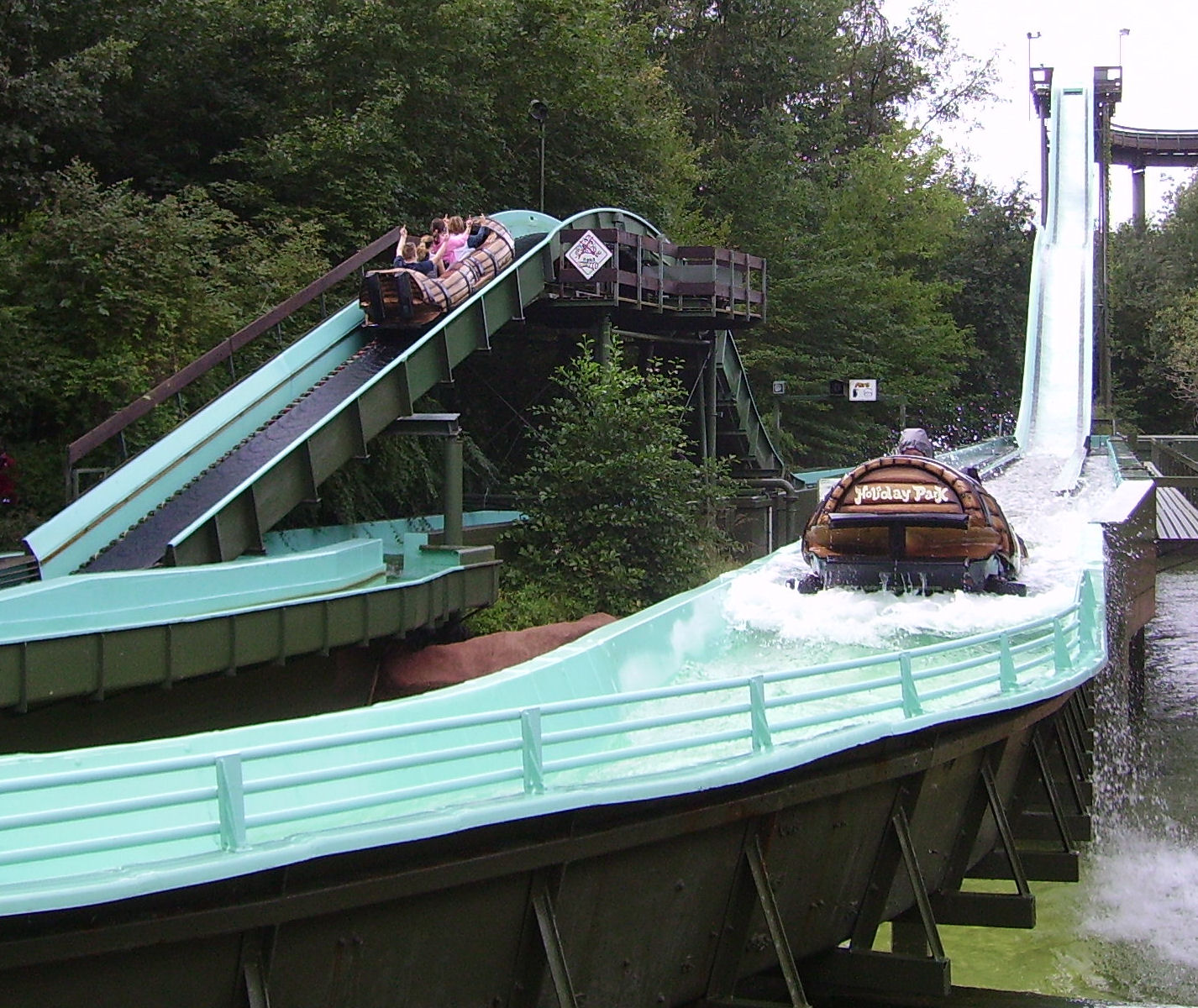
Teufelsfässer in Holiday Park
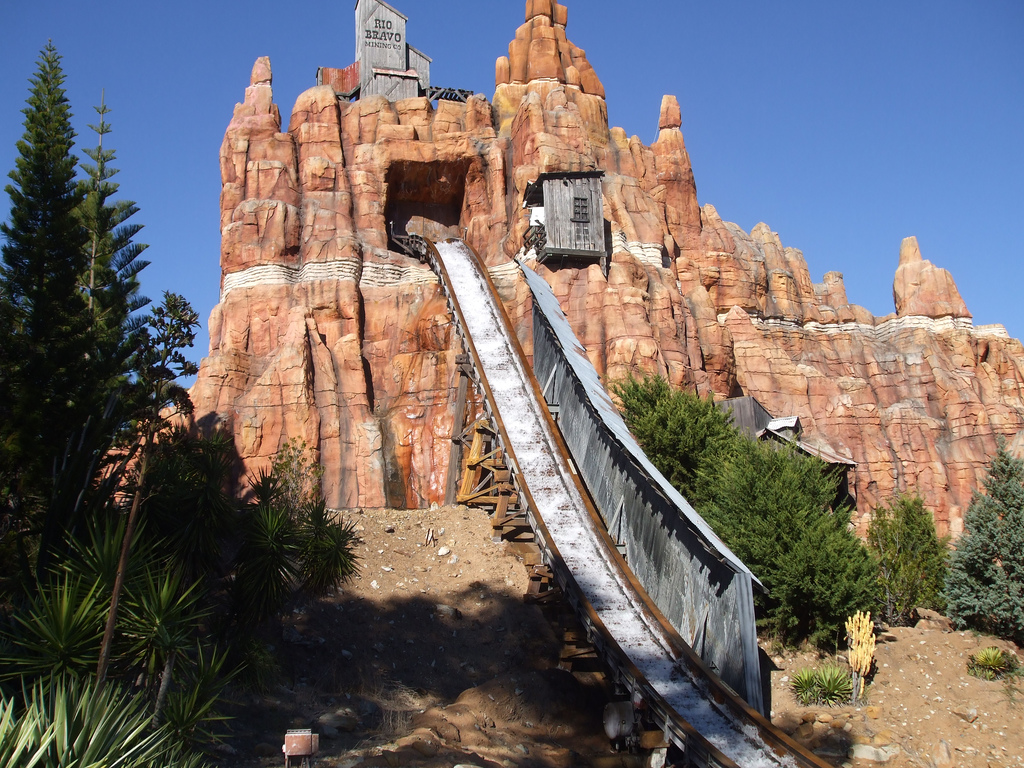
Wild West Falls in Warner Bros. Movie World